# Olivér Várhelyi

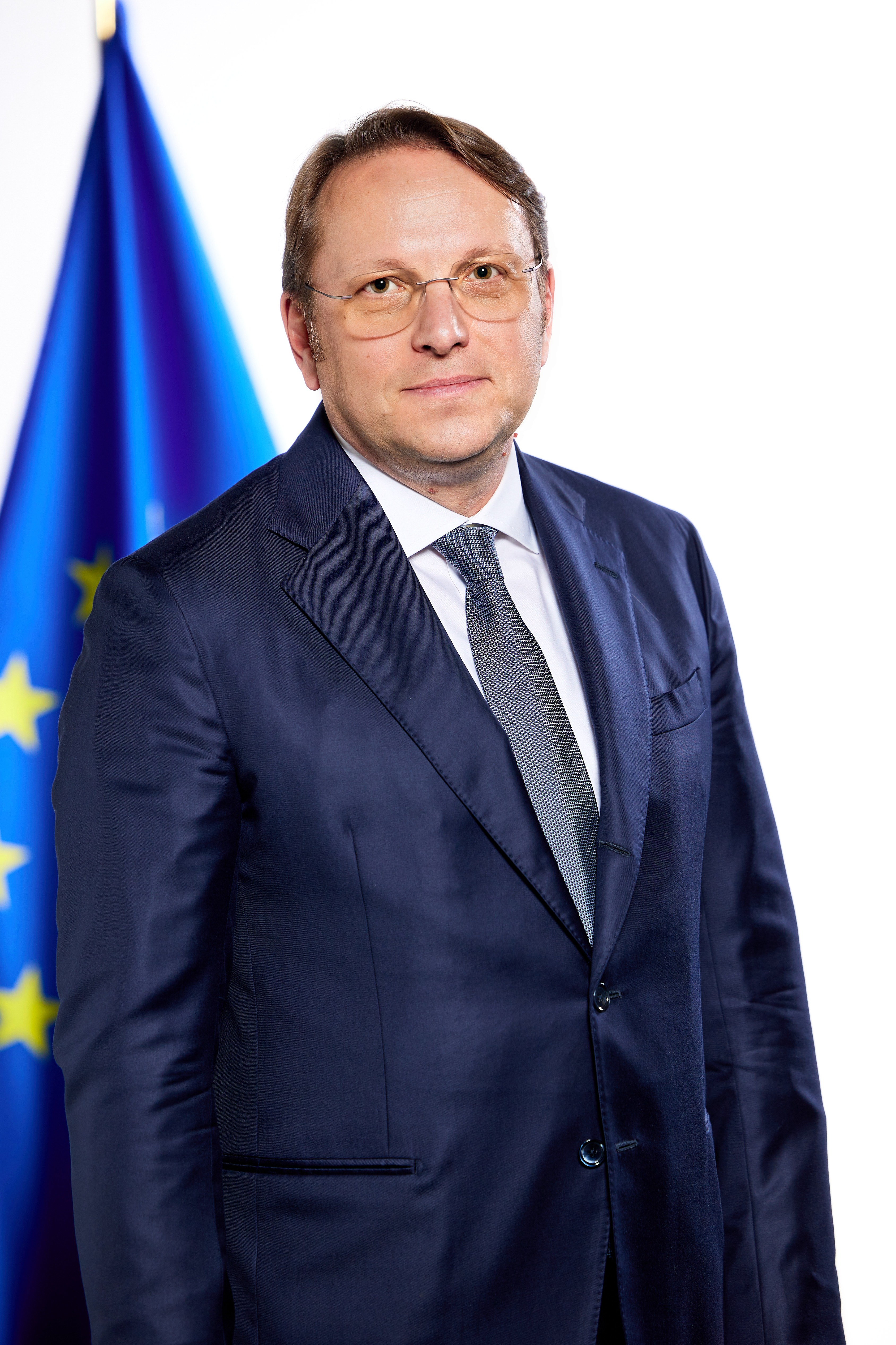
Olivér Várhelyi (2024)

Olivér Várhelyi (* 22. März 1972 in Szeged) ist ein ungarischer Diplomat und Politiker, der seit dem 1. Dezember 2024 als Kommissar für Gesundheit und Tierschutz in der Kommission von der Leyen II amtiert. Von 2019 bis 2024 war er Kommissar für Erweiterung und Europäische Nachbarschaftspolitik in der Kommission von der Leyen I. Zuvor leitete Várhelyi von 2015 bis 2019 die ungarische EU-Vertretung in Brüssel.

## Leben
Olivér Várhelyi erwarb 1994 einen Master of European Legal Studies an der Universität Aalborg in Dänemark, 1996 schloss er ein Studium der Rechtswissenschaften an der Universität Szeged ab. 2005 legte er die Anwaltsprüfung ab.
1995 begann er im ungarischen Ministerium für Industrie und Handel, 1996 wechselte er ins Außenministerium. Ab 2001 war er in der in Brüssel tätig, wo er von 2003 bis 2006 die Rechtsabteilung der ständigen Vertretung Ungarns bei der EU leitete. Als Diplomat war er unter anderem bei den Verhandlungen des 2004 erfolgten EU-Beitritts Ungarns vertreten. 2006 kehrte er nach Budapest zurück, wo er bis 2008 die Abteilung für Europarecht im ungarischen Justizministerium leitete. Von 2008 bis 2011 war er Abteilungsleiter in der EU-Kommission für Industrial Property Rights. 2011 wurde er unter Péter Györkös stellvertretender Leiter der ungarischen EU-Vertretung, 2015 folgte er Györkös als Leiter der Botschaft nach.
Von der ungarischen Regierung wurde er Ende September 2019 als Kandidat als EU-Kommissar der Kommission von der Leyen I für Erweiterung und Europäische Nachbarschaftspolitik nominiert, nachdem der bisherige Kandidat László Trócsányi vom Rechtsausschuss im Europaparlament abgelehnt worden war. Várhelyi folgte in dieser Funktion mit 1. Dezember 2019 Johannes Hahn nach.
Im Mai 2022 wurde bekannt, dass er EU-Zahlungen, u. a. 13 Millionen € zweckgebunden an die Ost-Jerusalemer Krankenhäuser, aus politischen Gründen zurückhält. Wichtige medizinische Behandlungen können deshalb nicht stattfinden.
Seit dem 1. Dezember 2024 ist Várhelyi EU-Kommissar für Kommissar für Gesundheit und Tierschutz in der Kommission von der Leyen II.
Medien berichten, dass Várhelyi als sehr versiert in der europäischen Politik gelte. Gleichermaßen sei er bekannt für einen sehr harten und rauen Umgangston mit seinen Mitarbeitern. Várhelyi ist parteilos und gilt als Orbán-Vertrauter.